# Xã Elgin, Quận Kane, Illinois
Xã Elgin (tiếng Anh: Elgin Township) là một xã thuộc quận Kane, tiểu bang Illinois, Hoa Kỳ. Năm 2010, dân số của xã này là 100.922 người.